# 비추켄
비추켄(스페인어: Vichuquén)는 칠레 마울레 주 쿠리코 현의 코무나이다.